# Clitocybe truncicola
Clitocybe truncicola är en svampart som först beskrevs av Peck, och fick sitt nu gällande namn av Pier Andrea Saccardo 1887. Clitocybe truncicola ingår i släktet Clitocybe och familjen Tricholomataceae.  Artens status i Sverige är: Ej påträffad. Inga underarter finns listade i Catalogue of Life.